# Setvena
Setvena is een geslacht van steenvliegen uit de familie Perlodidae. De wetenschappelijke naam van het geslacht is voor het eerst geldig gepubliceerd in 1952 door Ricker.

## Soorten
Setvena omvat de volgende soorten:
- Setvena bradleyi (Smith, 1917)
- Setvena tibialis (Banks, 1914)
- Setvena wahkeena Stewart & Stanger, 1985